# Claus Sluter
Claus Sluter (* um 1350 in Haarlem; † 1405 oder 1406 in Dijon, Frankreich) oder Claes Sluter, in den Quellen auch Claux Slutre, war ein niederländischer Bildhauer der Gotik und Mitbegründer der burgundischen Kunstschule. Er gilt als Hauptvertreter der burgundischen Skulptur zur Wende des 14. zum 15. Jahrhunderts.

## Leben
Das Geburtsjahr Sluters ist nicht bekannt; zumeist wird die Mitte des Jahrhunderts angenommen. 1379 bis 1380 war er Mitglied der Gilde der Steinmetzen, Maurer und Bildhauer in Brüssel. Am 1. März 1385 trat Sluter in die Werkstatt des Bildhauers Jean de Marville in Dijon ein. Am 21. Juli 1389 wurde er in einer Zahlungsanweisung Philipps des Kühnen genannt: Zu diesem Zeitpunkt muss er die Werkstattleitung von Jean de Marville bereits übernommen haben, da dieser als verstorben erwähnt wird. Am 19. Dezember 1392 wird Sluter erstmalig als „varlet de chambre“ bezeichnet. Sluter muss aufgrund von Einträgen in den höfischen Rechnungsbüchern und einem posthumen Werkstattinventar zwischen dem 24. September 1405 und dem 31. Januar 1406 verstorben sein.
Sein Neffe war der Bildhauer Claus de Werve.

## Werke

### Grabmal Philipp des Kühnen

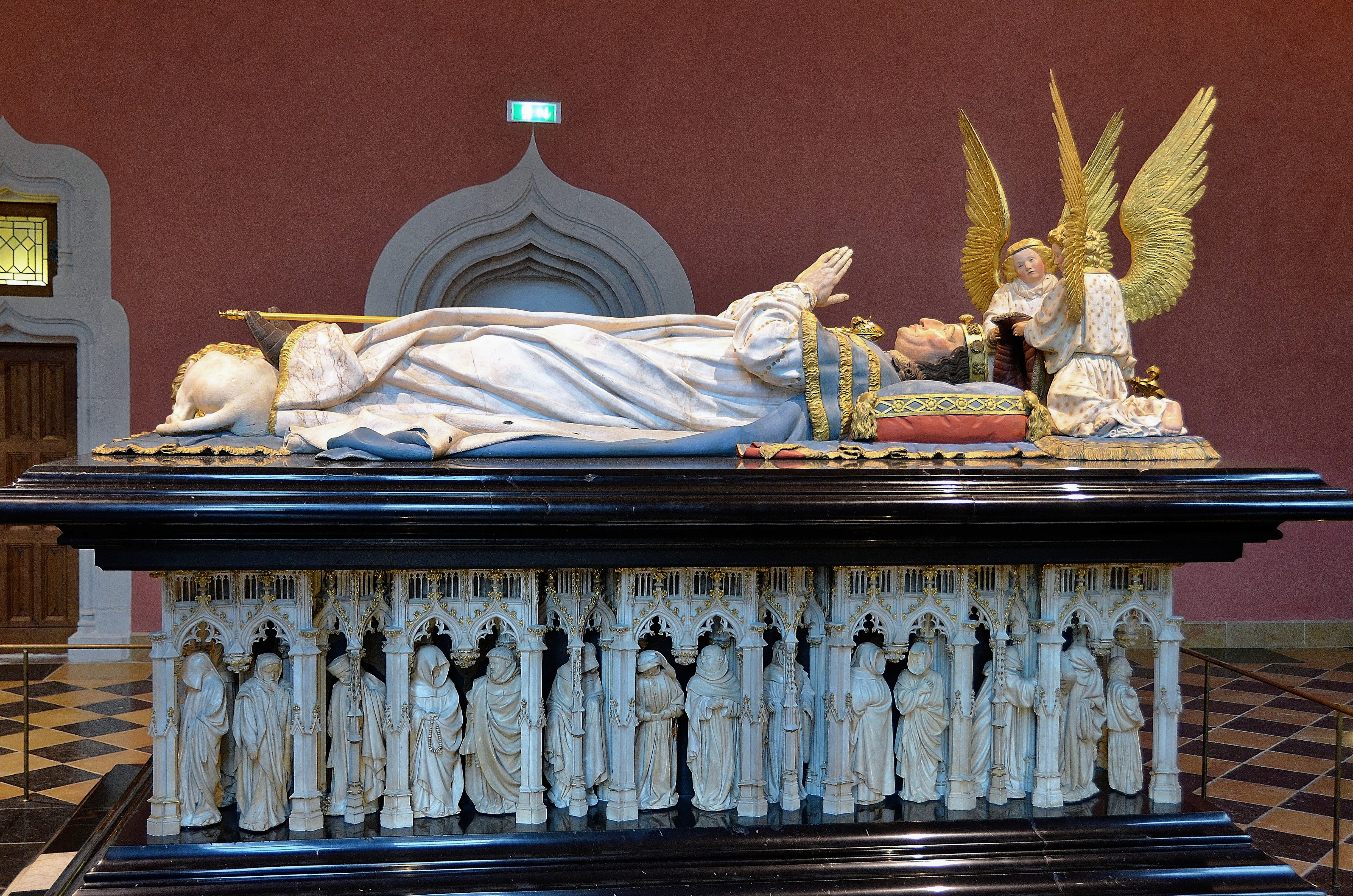
Grabmal Philipp des Kühnen

Das figurenreiche Grabmal Philipp des Kühnen aus der Kartäuserkirche Champmol befindet sich heute im Musée des Beaux-Arts (Dijon). Ein Architekturfragment der marmornen Tumbaverkleidung wird im Museum Mayer van den Bergh in Antwerpen (Inv. Nr. 338) verwahrt.
Wahrscheinlich arbeitete Sluter ab 1385 an diesem Werk mit. Der Entwurf stammte noch von seinem Vorgänger Jean de Marville. Vollendet wurden die Skulpturen unter Sluters Werkstattnachfolger Claus de Werve; die Fassung erfolgte durch Jean Malouel.
Im oberen Teil zeigt das Grabmal die farbig gefasste Liegefigur des Herzogs, begleitet von zwei Engeln und einem Löwen. Bedeutend an dem Grabmal sind die vierzig trauernden Mönche (Pleurants) im unteren Teil. Wahrscheinlich entstanden sie unter der Leitung von Jean de Marville. Hinsichtlich der weichen Falten der Gewänder sind sie sehr unterschiedlich, fast individuell gestaltet.

### Portal der Kartause von Champmol

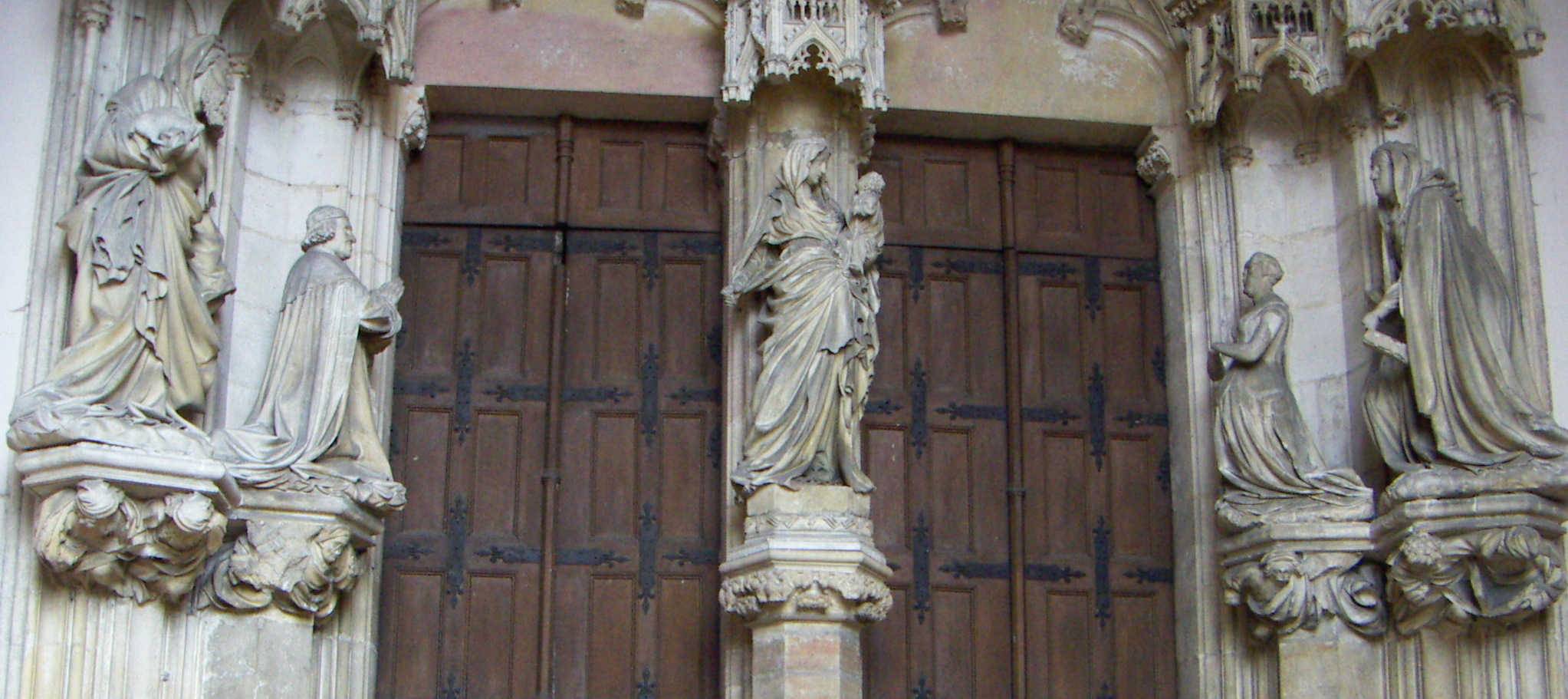
Chartreuse de Champmol, Portalfiguren von Claus Sluter

Sein zweites Hauptwerk ist das Skulpturenprogramm des Portals der Chartreuse de Champmol, der Grablege der Burgunderherzöge. Ebenso wie alle anderen erhaltenen Werke von Sluter ist auch dieses für Philipp II. entstanden. Hierbei änderte Sluter das vermutlich von Marville und dem Architekten Drouet de Dammartin stammende Konzept. Baldachine und Konsolen waren nun für größere Figuren bestimmt und verdeckten die Kapitelle und die darüber liegenden Konsolen, die Engel hätten tragen sollen. Löwe und Hund auf den Konsolen wurden durch Blattwerk ersetzt. Der neue Baldachin über der Madonna war erst 1400 fertig und ist ein Werk in fein ziselierten Formen, hoch und schlank, mit Engeln besetzt. Fünf Figuren stehen auf Sockeln, am Trumeau befindet sich Maria mit dem heiligen Kind, welche 1391 zusammen mit den beiden Heiligen fertiggestellt wurden. Rechts und links werden Maria und Kind von dem knienden Stifterpaar – Philipp II. und Margarete von Flandern – flankiert. Sie werden von Heiligen begleitet, die nicht ihre Namenspatrone darstellen. Sie können vielmehr als dynastische Identifikationsfiguren der Grafen von Flandern, wie der Herzöge von Burgund, bzw. des französischen Königshauses erklärt werden: Es handelt sich um Katharina von Alexandrien, wie Johannes den Täufer, der zudem als erster Anachoret auch unter den Kartäusermönchen eine hohe Verehrung genoss. Alle fünf Figuren sind auf Grund ihrer gemeinsamen Handlung zu einer Einheit verschmolzen und ihre lebensgroße Erscheinung im Mittelpunkt eines Portals stellt eine wesentliche Neuerung innerhalb der Ikonografie dar.

### Mosesbrunnen

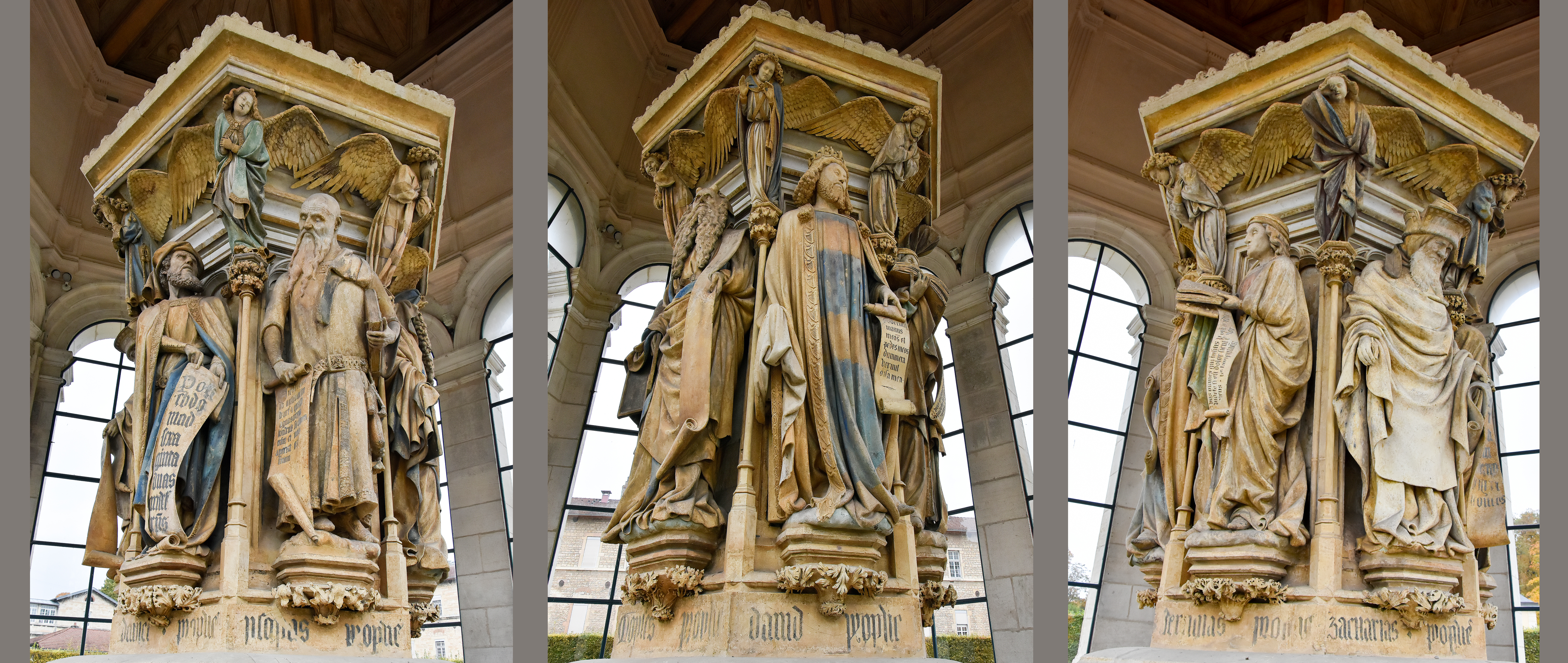
Der Mosesbrunnen (Dijon)

Siehe Artikel: Mosesbrunnen (Dijon)

### Kalvarienberg
Im Mai 2021 erwarb das Rijksmuseum in Amsterdam einen Kalvarienberg aus Buchsbaumholz (Inv. Nr. BK-2021-16). Das 56 cm hohe Schnitzwerk wird in die Jahre der Tätigkeit Sluters in Dijon datiert.